# TuBus (Guatemala)
TuBus es un sistema de transporte público que funciona en la ciudad de Guatemala desde mayo de 2023. Actualmente cuenta con una de cuatro rutas que son parte de la primera fase del sistema. Las rutas sirven como rutas alimentadoras para el sistema Transmetro.

## Historia
TuBus es un proyecto anunciado por el alcalde Ricardo Quiñonez en las elecciones de 2019 como un proyecto de la municipalidad, para renovar el transporte en la ciudad que se encontraba en pésimas condiciones, principalmente por los llamados «buses rojos» que eran víctimas de constantes asaltos y que tampoco ofrecían un buen servicio para los usuarios. En enero de 2023, se anunció que en mayo iniciaría la primera ruta a circular, en ese momento su puesta en circulación representó una solución al decadente servicio de transporte que aún ofrecía el Transurbano, considerando que las rutas de autobuses rojos dejaron de circular al inicio de la pandemia de Covid-19. En octubre de 2022, se conoció que la Municipalidad de Guatemala adquirió 69 buses bajo arrendamiento con opción a compra de 8 años.
El 6 de julio de 2023 inició operaciones en una primera fase de prueba que era totalmente gratuita.
El 4 de septiembre se anunció el valor del pasaje fijada por el concejo municipal en Q5,00 (US$0,64) a partir del 8 del mismo mes, provocando inconformidad con los usuarios porque consideraron que era demasiado alto, sin embargo no hubo cambios en el valor.
En junio de 2024 comienzan a funcionar las rutas 801 y 802 que salen de la colonia Bethania en zona 7 capitalina.
El 28 de octubre de 2024 comienzan a operar 15 buses eléctricos en la ruta 5 en la zona 5 capitalina. y en diciembre se anunció el inicio de pruebas de la ruta 404 para enero de 2025.
En noviembre de 2024 se anunció el inicio de la fase de pruebas de la ruta 402. Este tiene un recorrido desde Santa Fe en la zona 13, hasta El Trébol en zona 12.

## Sistema de pago
El servicio se paga a través de la Tarjeta Ciudadana, tarjeta de crédito y débito sin contacto y el costo del viaje es de Q5,00.

## Autobuses

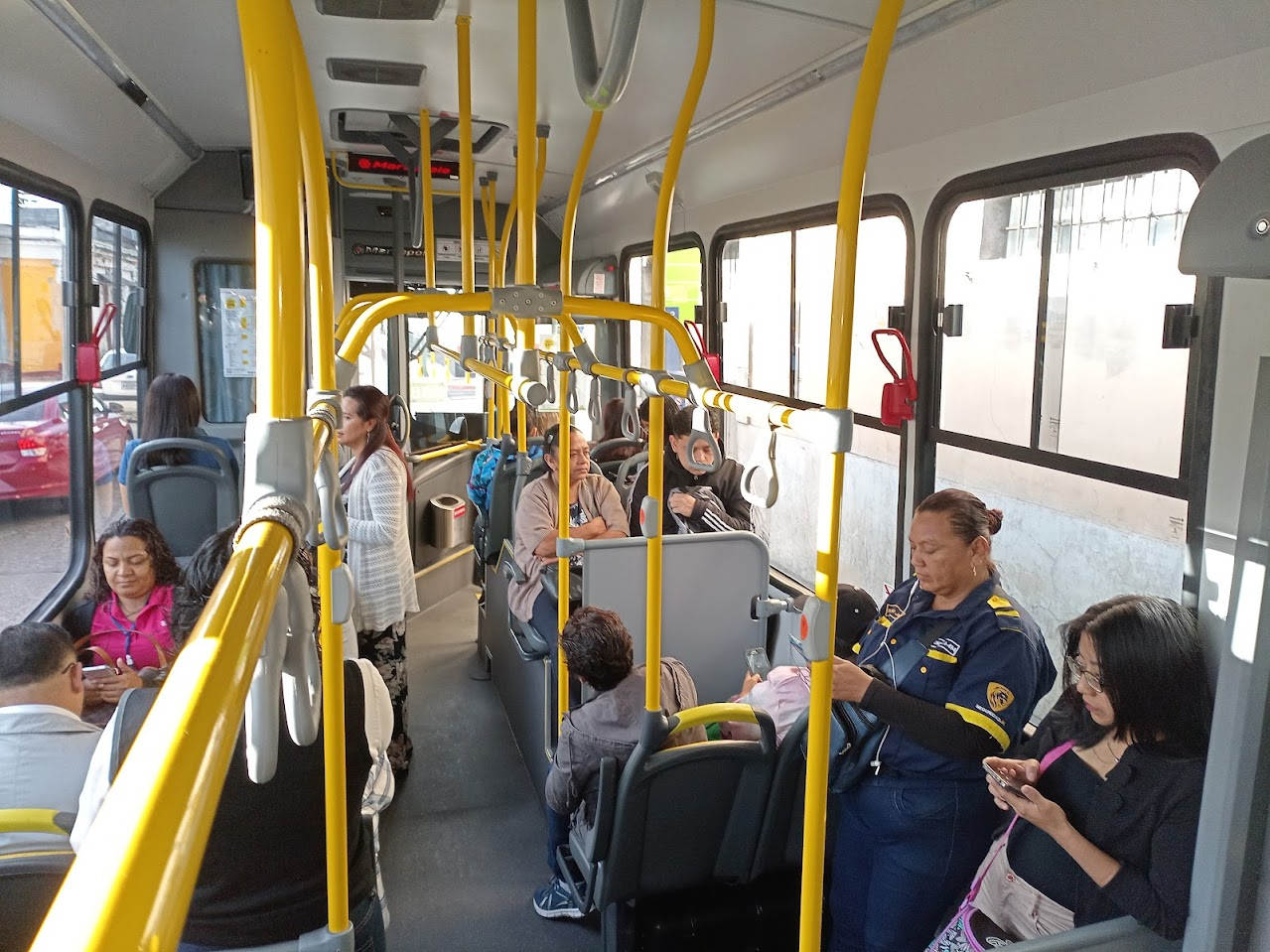
Interior de unidad de TuBus marca Volvo Marcopolo Torino modelo 2023.

Las primeras rutas cuentan con buses marca Volvo Marcopolo Torino modelo 2023 de 12 metros con capacidad para 80 pasajeros y automáticos. Son de acceso universal y son amigables con el medio ambiente ya que las unidades son ensambladas bajo la norma Euro 6.
La ruta 5 cuenta con buses eléctricos marca FOTON, modelo BJ6123EVCA con capacidad para 80 pasajeros.

## Rutas

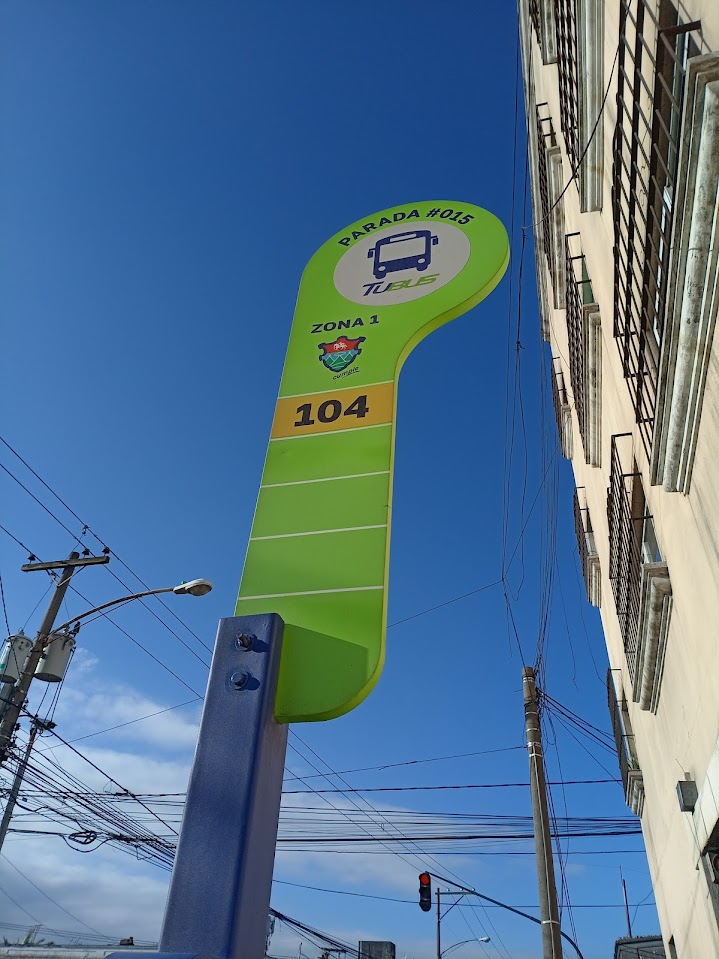
Tótem de una de las paradas de TuBus.

- Ruta 5: (Parque Colón z. 1/Centro Cívico z. 1)[15]
- Ruta 104: (Barrio San Antonio z. 6/Cementerio La Villa z. 14)
- Ruta 105: En fase de pruebas.[16]
- Ruta 208: (Cayalá z.16/Atlántida z. 18) En fase de pruebas.[17]
- Ruta 305: (Blvr. Vista Hermosa z. 15/Terminal z.9) [18][17]
- Ruta 402: (Santa Fé z. 13/Trébol z. 12) En fase de pruebas.[19]
- Ruta 404: (Santa Fé z. 13/Plazuela España) En fase de pruebas.[20]
- Ruta 801: (Parque Los Pinos zona 7/La Terminal z. 9)
- Ruta 802: (Parque Los Pinos zona 7/18 calle z. 1)

## Horarios de servicio
| Rutas | Lunes a viernes     | Sábado              | Domingo y días festivos | Ref(s) |
| ----- | ------------------- | ------------------- | ----------------------- | ------ |
| 5     | 6:00 a 18:00 horas. | 6:00 a 18:00 horas. | 6:00 a 18:00 horas.     | [ 21 ] |
| 104   | 5:30 a 20:00 horas. | 5:30 a 20:00 horas. | 6:00 a 19:00 horas.     | [ 22 ] |
| 305   | 5:30 a 20:00 horas. | 5:30 a 20:00 horas. | 6:00 a 19:00 horas.     | [ 18 ] |
| 801   | 5:30 a 20:00 horas. | 5:30 a 20:00 horas. | 6:00 a 19:00 horas.     | [ 23 ] |
| 802   | 5:30 a 20:00 horas. | 5:30 a 20:00 horas. | 6:00 a 19:00 horas.     | [ 24 ] |